# متعلق (کلیبر)

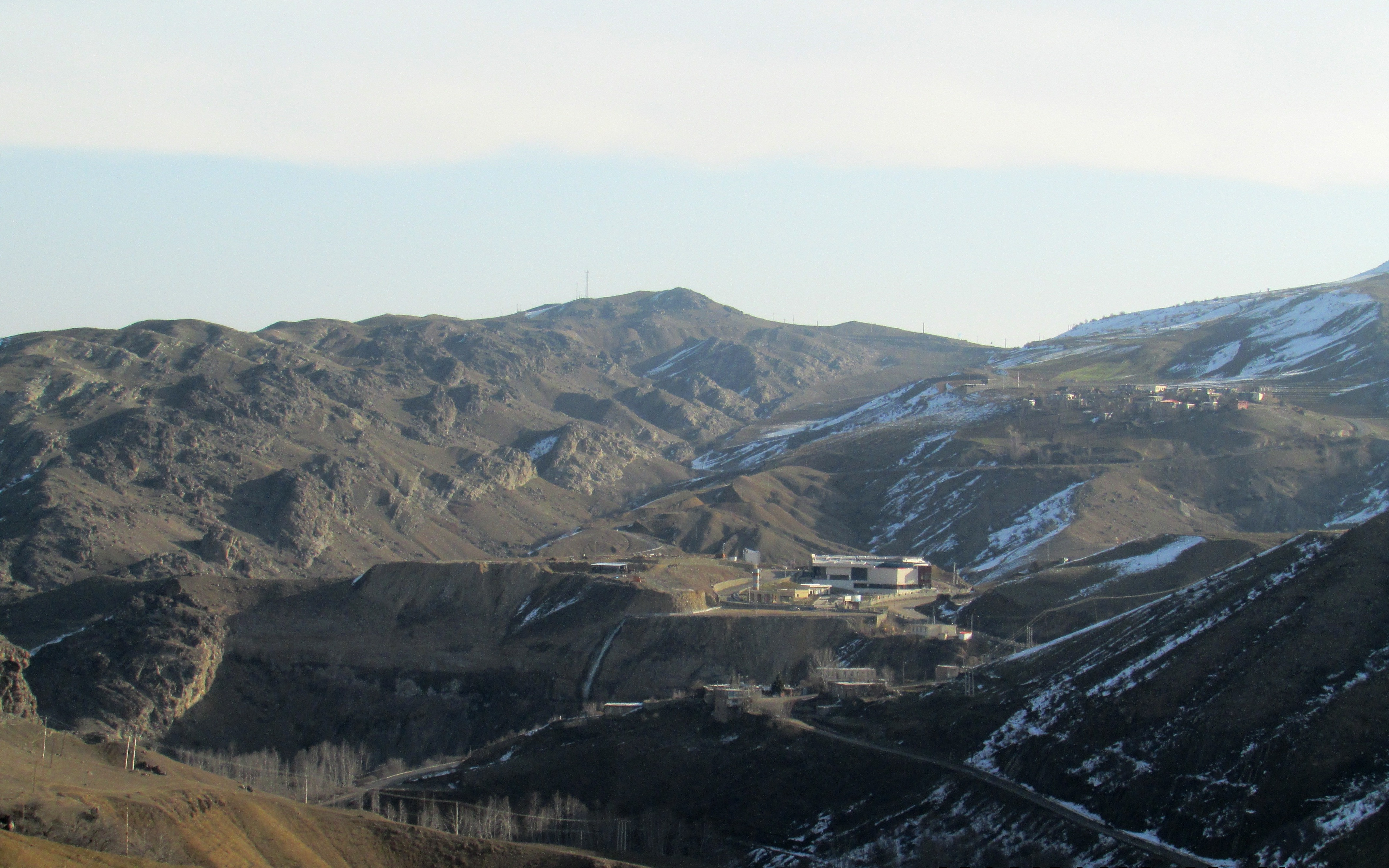
تسهیلات آب‌درمانی

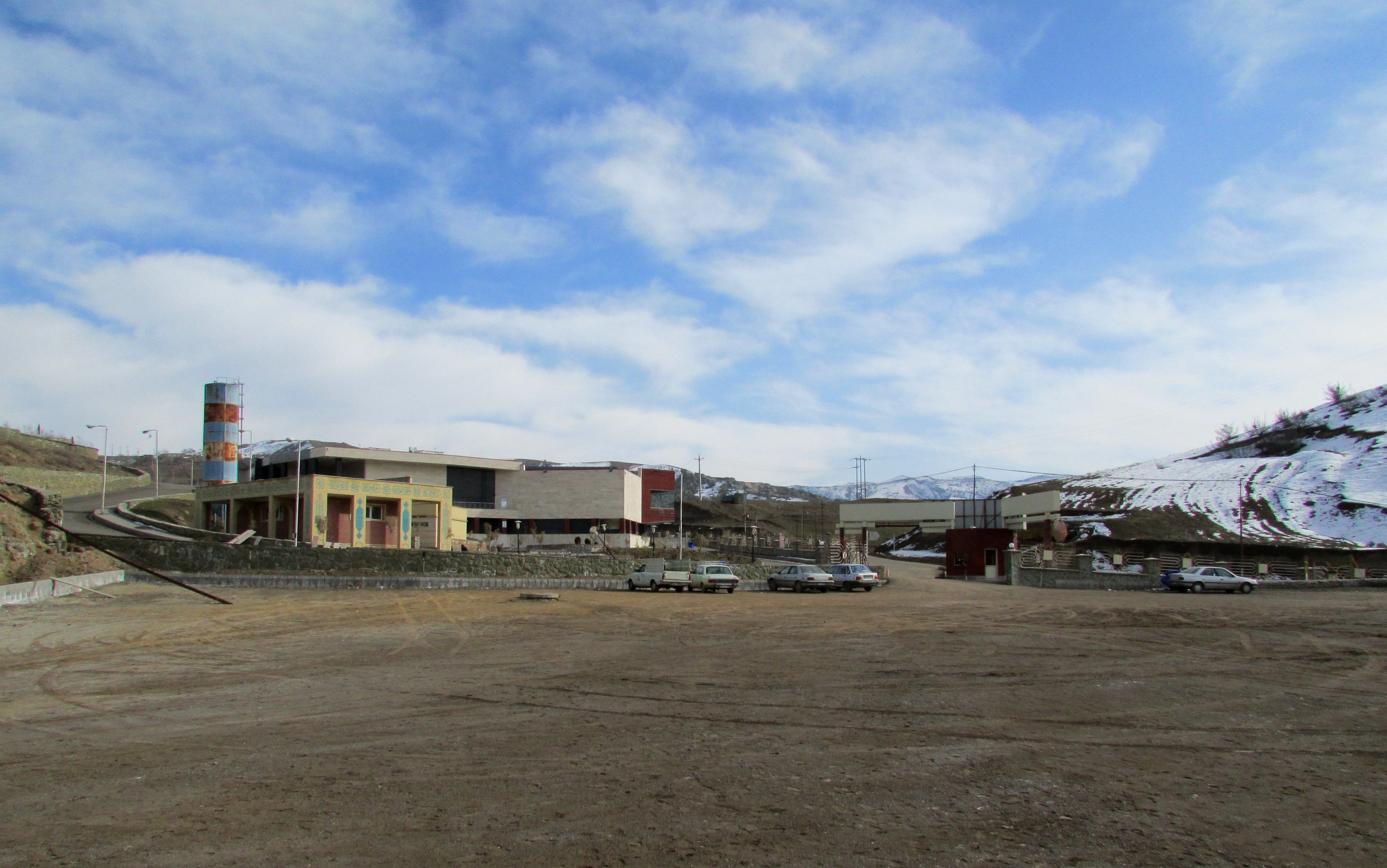
تسهیلات آب‌درمانی (نمای نزدیک)

متعلق (Motaalleq) (به ترکی آذربایجانی: متالیخ) یکی از روستاهای استان آذربایجان شرقی است که در شهر آبش احمد شهرستان کلیبر واقع شده‌است.  بر اساس سرشماری ۱۳۸۵، جمعیت روستا۱۷۵ نفر در ۵۷ خانوار است.  یک آمارگیری اخیر جمعیت را ۱۱۵ نفر در ۴۰ خانوار اعلام کرده‌است.

## اطلاعات بیشتر
نام واقعی روستا متاللی (Mutalli) است.  بنظر میاید تلفظ نادرست متعلق،  که در جلد ۴ فرهنگ جغرافیایی ایران آورده شده است، در گرایش ضدّ ترکی ارتش شاهنشاهی ریشه دارد. ظاهراً گزارشگر میخواسته است نام روستا را به یک ریشه غیر ترکی نسبت دهد!  در اواخر دهه ۱۳۲۰، بر اساس جلد چهارم فرهنگ جغرفیایی ایران، متعلق ۱۴۳ تن سکنه داشت  معروفیت روستا به خاطر چشمه‌های آب گرم آن است. چشمه‌ها در فاصله یک کیلومتری روستا واقع شده‌اند، و دمای ظهور گرمترین آن‌ها ۶۸ درجه سانتیگراد است.
قبل از انقلاب اسلامی، اواخر تابستان هر سال  چشمه‌های آب گرم تعدادی زیاد از ساکنین منطقه ارسباران را پذیرا می‌شدند. استحمام در چشمه‌ها رایگان بود.
یاقوت حموی هشتصد سال پیش، هنگام توصیف کلیبر، به رودی بزرگ در پایین شهر اشاره می‌کند که آب آن قادر به درمان مزمن‌ترین تبهاست. احتمال دارد وصف  مذکور اشاره‌ای به چشمه متاللی باشد.

## تاسیساتآب‌درمانیمتاللی
بنا به نوشته روزنامه دنیای اقتصاد، تاسیسات آب‌درمانی کلیبر که در تیر ماه ۱۳۹۲ راه‌اندازی شد، بزرگ‌ترین مجتمع آب درمانی کشور است. این مجتمع در زمینی به وسعت ۱۲۸۷۰ متر مربع در فاز اول احداث شده .البته هنوز این پرژه ناقص است و فقط استخر افتتاح شده است.و سایر امکانات این مجتمع به مرحله بهره برداری نرسیده است 